# Referéndum de las Islas Vírgenes de Estados Unidos de 1992
Un referéndum para legalizar los casinos tuvo lugar en las Islas Vírgenes de Estados Unidos el 3 de noviembre de 1992. El resultado era vinculante solo si una mayoría de los electores registrados participaban. La propuesta fue rechazada por un margen pequeño, pero fue aprobada más adelante en otro referéndum en 1994.